# Mignon G. Eberhart
Mignon Good Eberhart, född 1899, död 1996, amerikansk författare. 
Eberhart föddes i Lincoln, Nebraska och tog examen vid Nebraska Wesleyan University. Hon debuterade år 1929 och skrev romantiska deckare. En sköterska, Sarah Keate, uppträder som amatördetektiv i fem deckare. 
Eberhart är en typisk representant för "Hade-jag-bara-vetat, så"-deckaren, också kallad Rinehart-skolan.

## Verk översatta till svenska
- Medan patienten sov, 1931 (While the patient slept)
- Vem sköt?, 1932 (The mystery of Huntings end)
- Den mörka trappan, 1933 (From this dark stairway)
- Veronal: Historien om ett mord och dess motiv, 1934 (Murder by an aristocrat)
- Huset på taket: Kriminalroman, 1936 (The house on the roof)
- Träaporna, 1941 (Speak no evil)
- Varg i människohamn, 1946 (Wolf in man's clothing)
- Fly från natten, 1947 (Escape the night)
- Dödens hus, 1953 (House of storm)
- Död mans vilja, 1954 (Dead man's plans)
- Döden går ronden, 1956 (Man missing)
- Mord kring Melora, 1960 (Melora)
- Ringar på vattnet, 1961 (Jury of one)
- Ditt liv är mitt, 1963 (The cup, the blade or the gun)
- Dåd i dimma, 1964 (Five passengers from Lisbon)
- Ord ger mord, 1964 (Another man's murder)
- Befara det värsta, 1970 (Run scared)
- Svara mig främling, 1973 (Enemy in the house)
- Domaren är död, 1976 (Murder in waiting)

## Priser och utmärkelser
- 1971 – Mystery Writers of Americas "Grand Master Award"
- 1994 – Agatha Award: "Malice Domestic Award for Lifetime Achievement"